# Gianni e Pinotto reclute
Gianni e Pinotto reclute (Buck Privates) è un film interpretato da Bud Abbott e Lou Costello, meglio noti in Italia come Gianni e Pinotto. È il loro primo film da protagonisti e in italiano (secondo in tutto) e il primo della trilogia militare da loro interpretata e diretta da Arthur Lubin. Seguono nella trilogia Allegri naviganti e Razzi volanti.

## Trama
Slicker e Herbie contrabbandano cravatte e, per sfuggire al poliziotto che li ha colti in flagrante, si arruolano nell'esercito. Si fanno nemico un sergente, essendo il poliziotto a cui sono sfuggiti arruolandosi. Due soldati litigano per una donna e si appacificano quando l'uno salva la vita all'altro alle grandi manovre.